# Hartský potok
Hartský potok (lidově Kacbach) je potok v Česku, v okrese Trutnov, levý přítok Labe. Je 9,3 km dlouhý. Povodí má rozlohu 21,35 km². Protéká obcí Vítězná a severní částí městem Dvůr Králové. Má 3 přítoky.
Je to nejdelší a nejmohutnější potok ve Dvoře Králové. Spolu se svými přítoky tvoří povodí skoro celé Vítězné a velkou část i Dvora Králové.

## Jméno
Hartský potok získal své jméno podle místního názvu lesa Harta, který se nachází nad městem Dvůr Králové nad Labem.
Někdy je také uváděn jako Kratzbach, Krazbach, Kacbach, Kadzbach což vychází z Katzbach = kočičí potok.

## Průběh toku[4]
Pramení v Krkonošském podhůří, mezi Kocléřovem a Záboří, přesněji v dnes již zaniklém Radostném Údolí, v nadmořské výšce 515 metrů.
Potok od pramene protéká mezi poli, na svém horním toku protéká lesíkem na východ od Vítězné, zde se vlévá Zábořský potok. Potok přitéká z lesíku do spodní části Vítězné, zde se vlévá Huntířovský potok a Kousecký potok. A přes mlýn pokračuje do lesa Harta, zde je vytvořena umělá kaskáda splavů a na konci lesa se zde nachází naučná stezka, věnována lesu a potoku. Směrem od Vítězné má potok hluboké koryto, které se postupně srovnává s okolním prostředí, až ke konci lesa kde se srovnalo k výšce okolí.
Potok přitéká z lesa do města Dvora Králové u místní nemocnice. Začíná mít regulované koryto. U mostu pod nemocnicí se znova nalezne v hlubokém korytu, kde po druhé začíná kaskáda splavů. Vedle potoka v místní části Podhart se nachází Podhartský rybník, jehož zdrojem je potok. Potok ve městě protéká většinou mezi domy, znova ho lze nalézt až u městského muzea, dále pokračuje přes městský park, autobusové nádraží – zde končí být regulován. Před ústím tvoří okraj tzv. Hrubých luk. Zde má šířku 1-2 m.
Ústí jako levý přítok Labe ve Dvoře Králové, již v Jičínské pahorkatině, v nadmořské výšce 280 metrů. U ústí se nachází čistírna odpadních vod.
Za běžných klimatických podmínek je klidným a čistým potůčkem, ve kterém lze spatřit i ryby.
Při déle trvajících srážkách nebo jarním tání, kdy bývá v oblasti pramene silná sněhová pokrývka, se z něho stává dravý tok, jehož hladina několikanásobně stoupne a voda, obarvená od načervenalé permokarbonové zeminy, se valí obrovskou silou ke svému ústí.

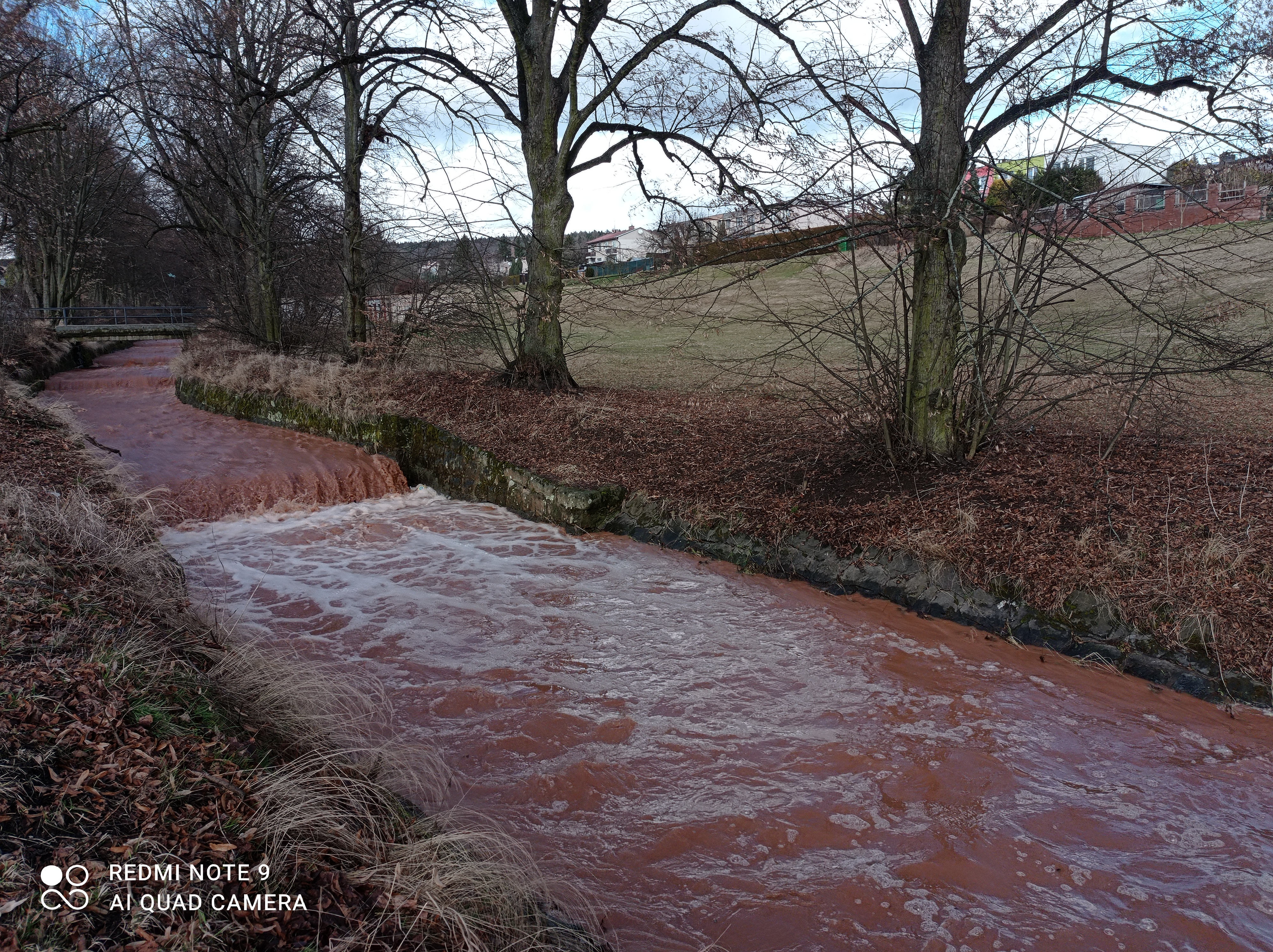
Hartský potok po silném dešti

### Přítoky
1. Zábořský potok, zleva, na konci lesa blízko Huntířova
2. Huntířovský potok, zprava, v Bukovině u křižovatky silnic III. tříd
3. Kousecký potok, zprava, při konci Vítězné u Dvora Králové

## Historie

### Mlýny
Seznam mlýnů proti proudu:
- Malý mlýnek – zaniklý
- Podhartní mlýn – zaniklý
- Skalní, Blažkův mlýn – zaniklý
- Dolní, Patzakův mlýn; Bresselmühle – dochovaný – před lesem v Komárově
- Schubertův mlýn – zaniklý
- Schenkův mlýn – budova zachována
- Kohlmannův mlýn – zaniklý

## Galerie

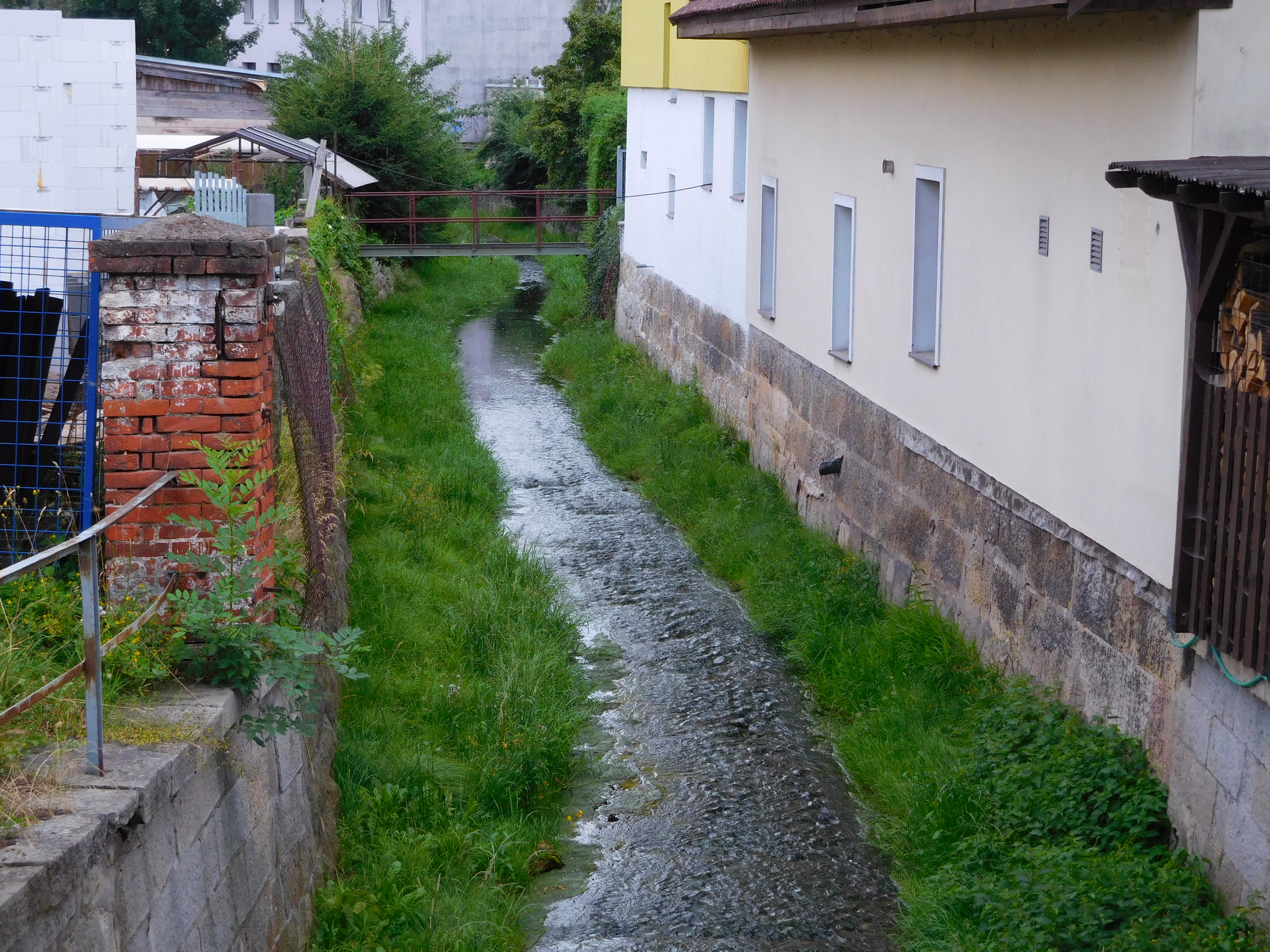
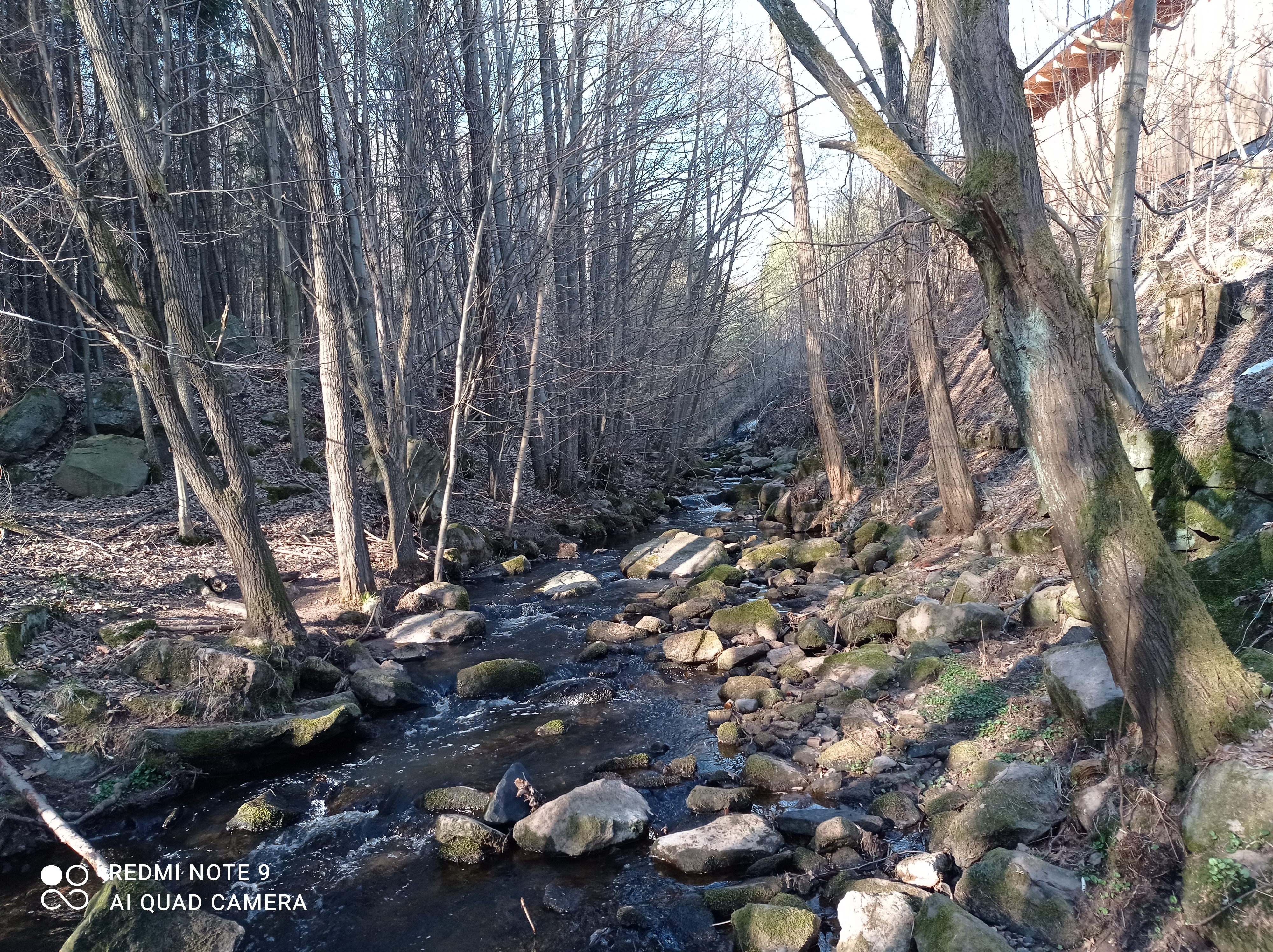
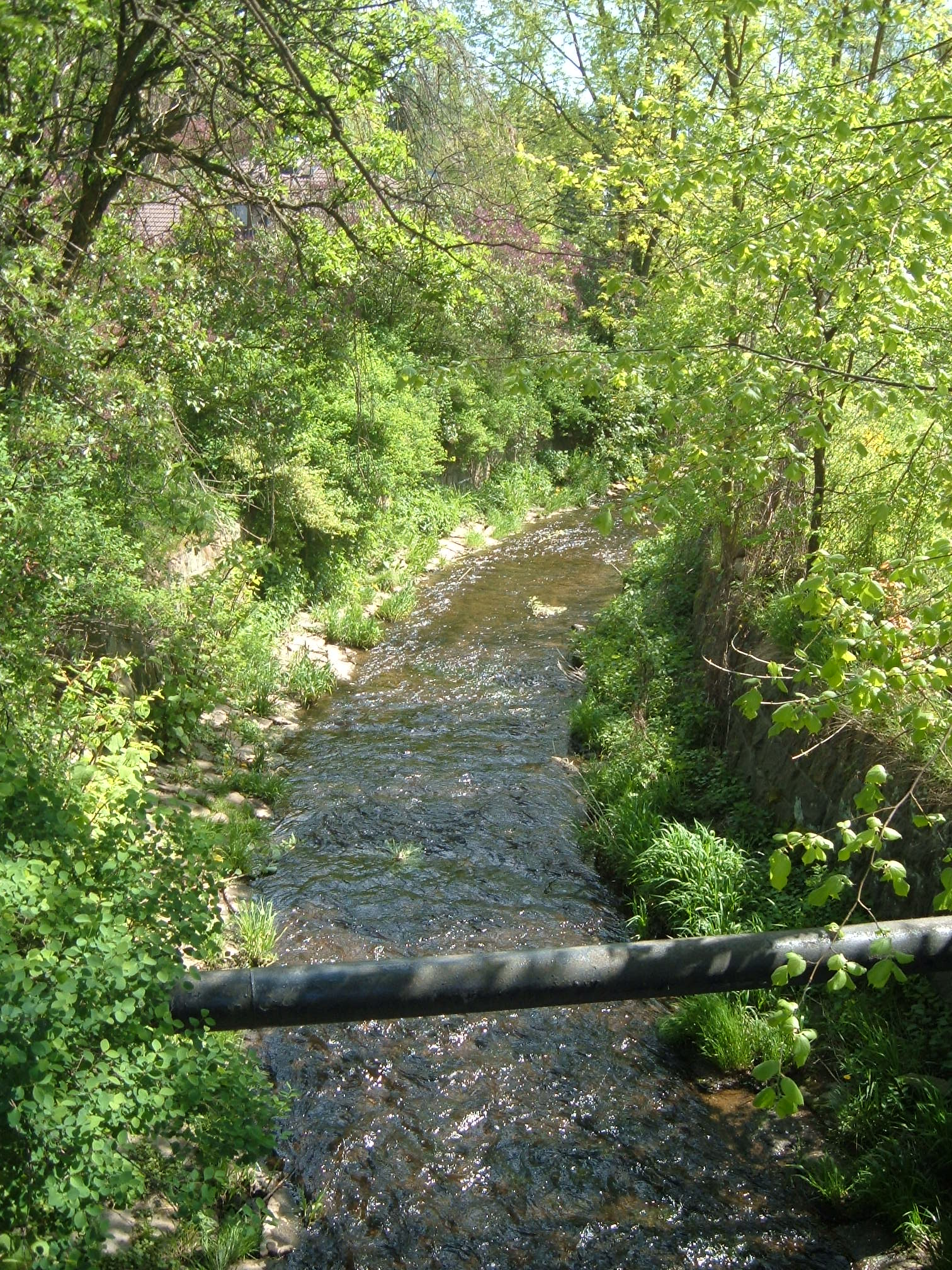
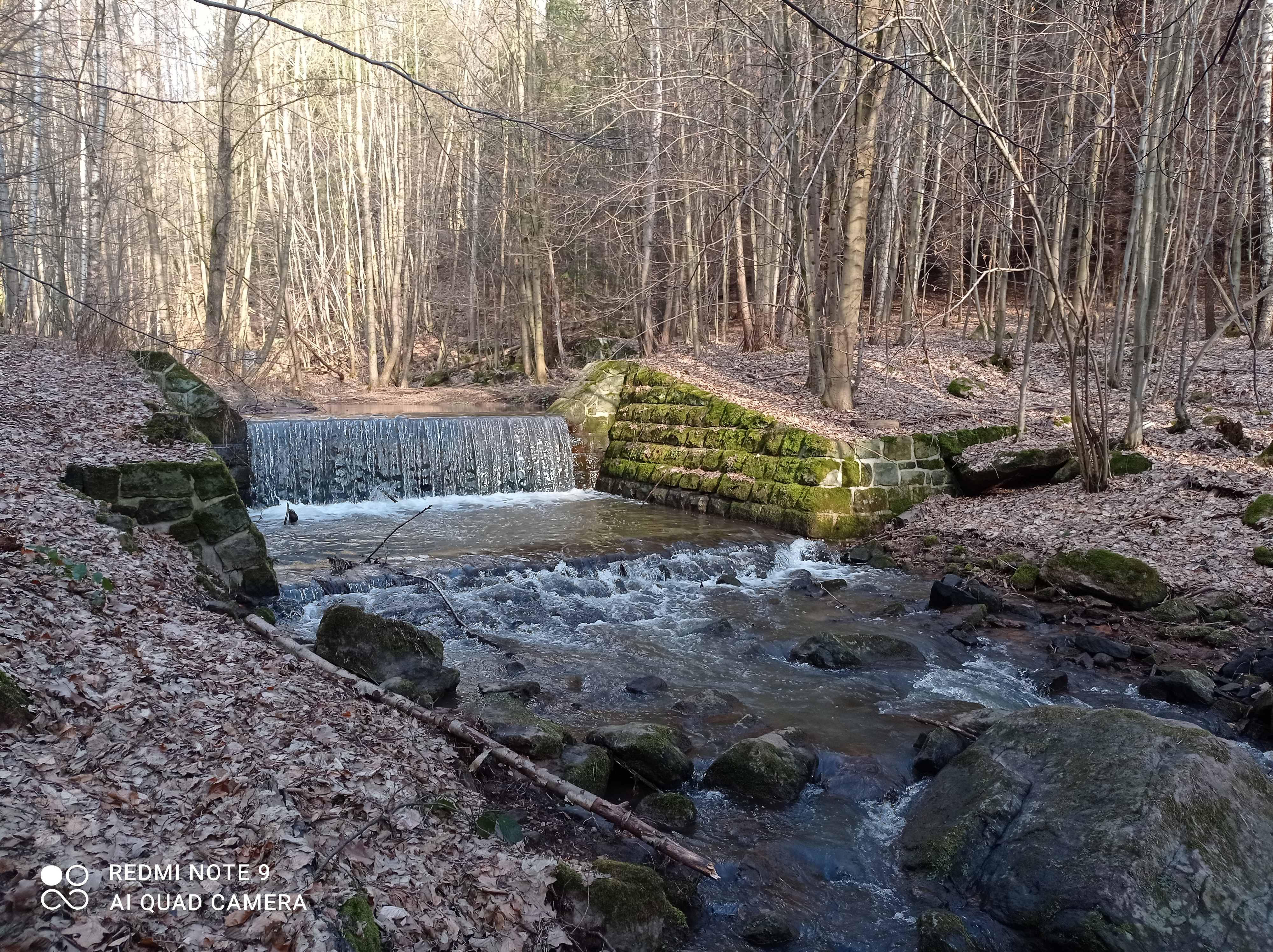
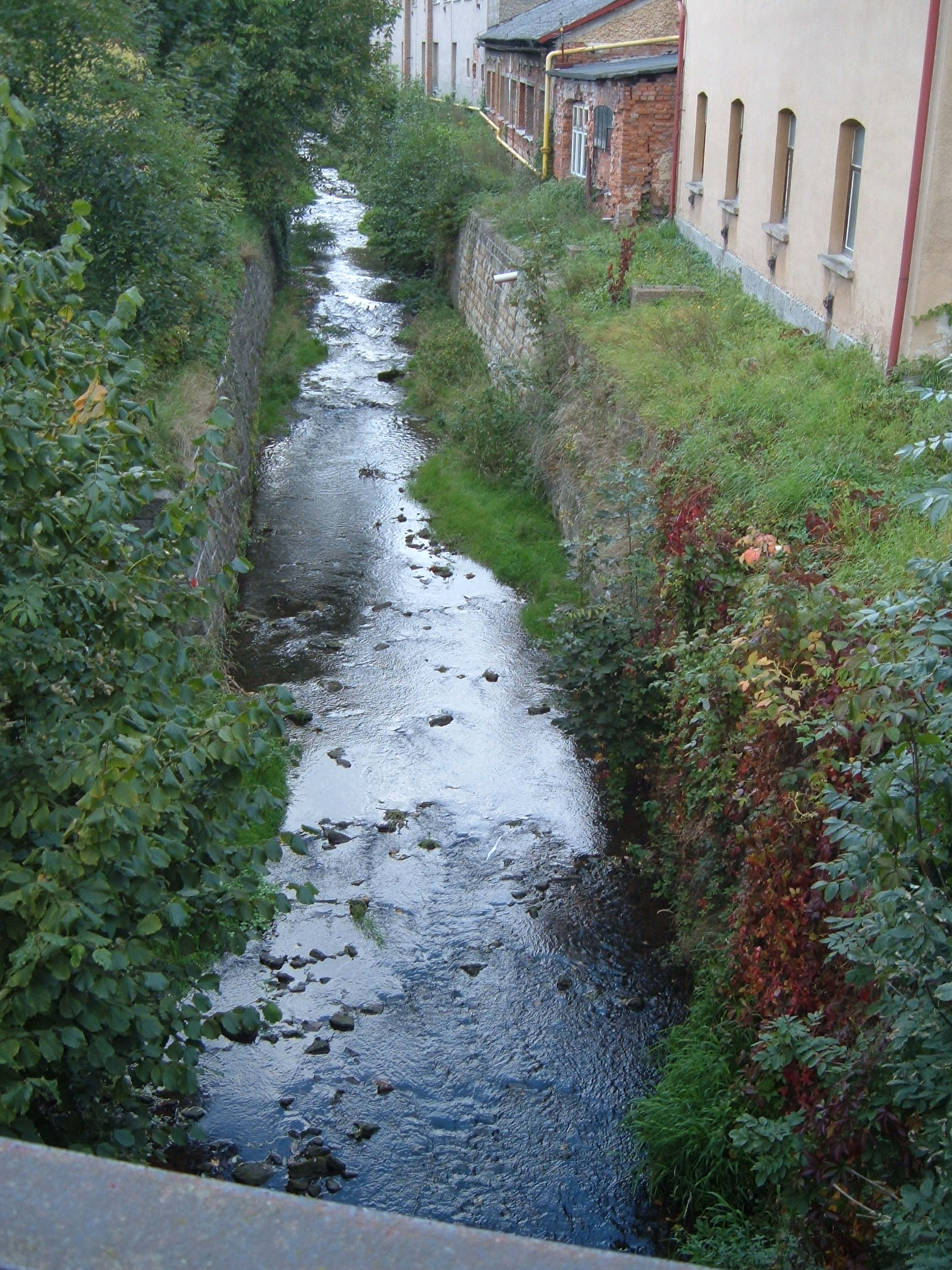
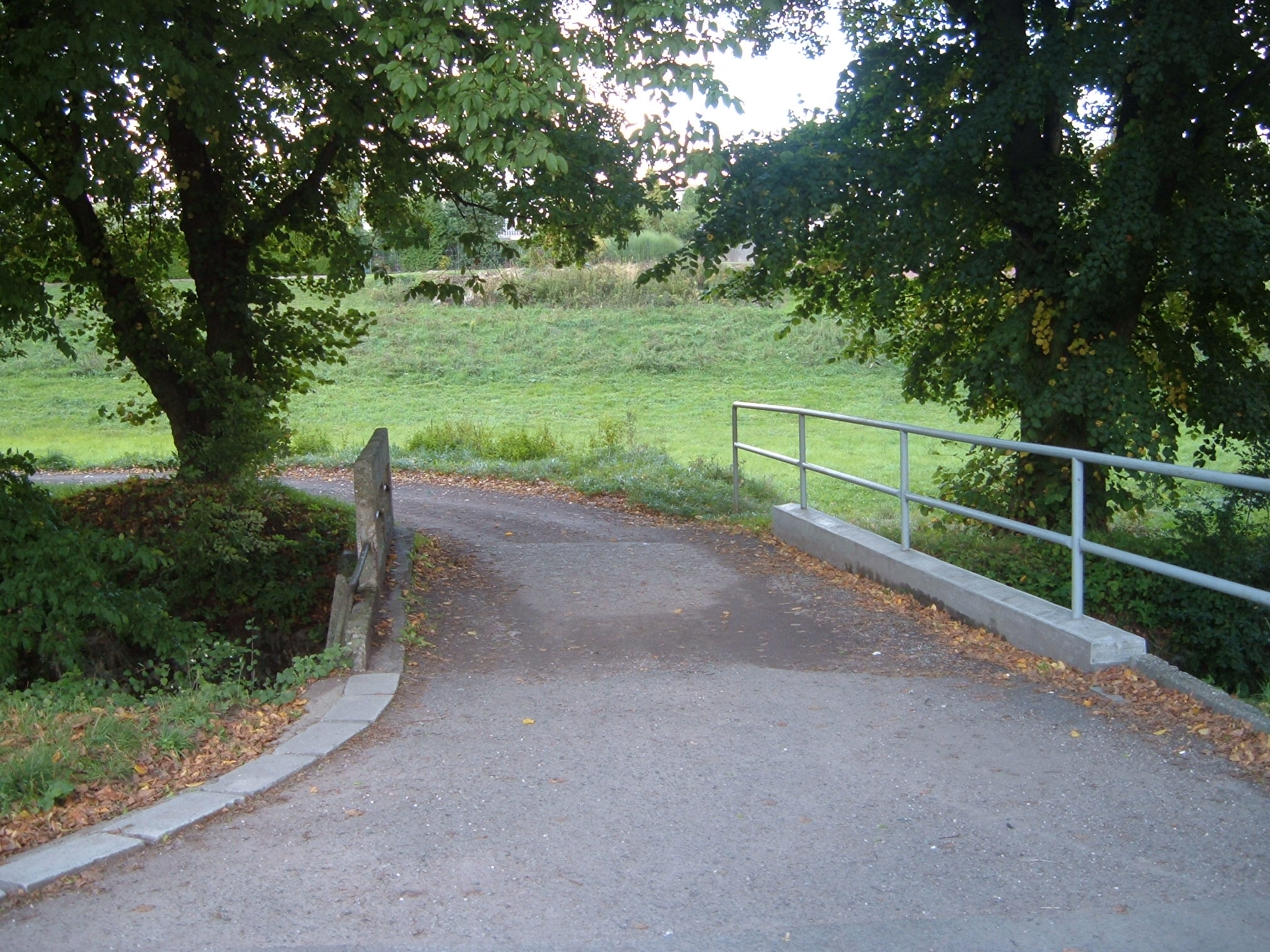
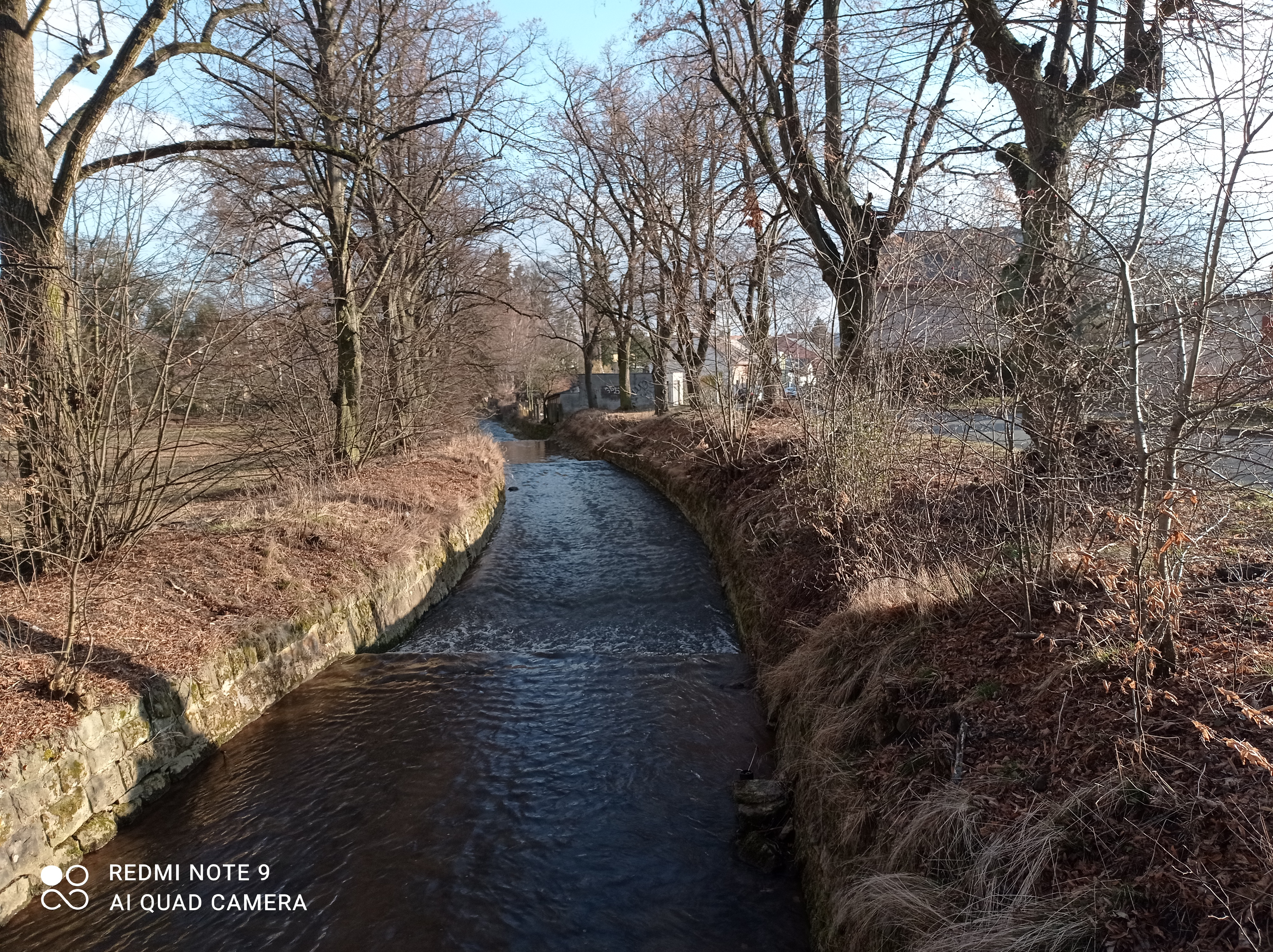

## Vlastnosti
18.10.2015 - Naměřeno studenty královédvorského gymnázia.
Horní tok (most před Vítěznou):
- teplota vody: 4,3 °C
- vodivost: 437 μS/cm
- pH: 7,9
- obsah kyslíku: saturace 90,9 %, absolutní hodnota 11,8 mg/l
- koncentrace dusičnanových iontů: 50 mg/l (odpovídá to hornímu limitu povolené koncentrace těchto iontů pro pitnou vodu podle vyhlášky č.187/2005)
- celková tvrdost vody: 10°d (německé stupně tvrdosti)

Dolní tok u autobusového nádraží:
- teplota vody: 4,3 °C
- vodivost: 463 μs/cm
- pH: 8,1
- obsah kyslíku: saturace 90,8 %, absolutní hodnota 11,8 mg/l
- koncentrace dusičnanových iontů: 30 mg/l (odpovídá to povolenému limitu koncentrace těchto iontů pro pitnou vodu podle vyhlášky č.187/2005)
- celková tvrdost vody: 8°d (německé stupně tvrdosti)